# 東華義莊

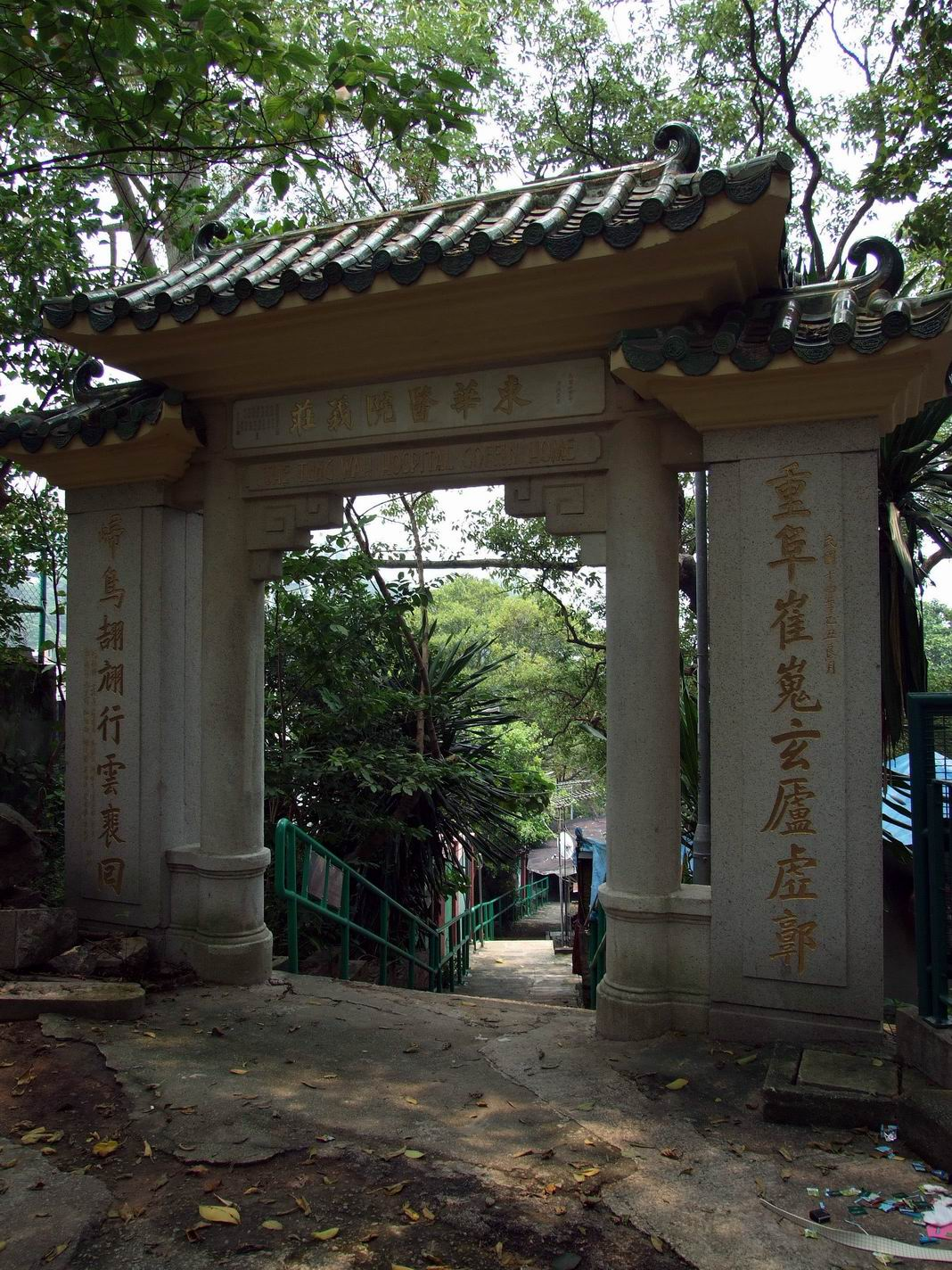
東華義莊正門入口牌坊，門聯上聯為「重阜崔嵬玄廬虛廓」，語本西晉陸機《挽歌詩三首》其二：「重阜何崔嵬，玄廬竄其間」，以及此二句注引三國曹植《曹喈誄》曰：「痛玄廬之虛廓」。下聯則為「歸鳥翓𦐄行雲裴回」，語本曹植《王仲宣誄》：「哀風興感，行雲徘徊。游魚失浪，歸鳥忘棲。」

東華義莊（英語：Tung Wah Coffin Home），曾名東華醫院義莊（The Tung Wah Hospital Coffin Home），是香港東華三院轄下的一家義莊，現址位於香港島薄扶林沙灣大口環道。該處的建築群已被列為香港歷史建築。東華義莊長年為香港本地與海外華人提供靈柩、骨殖及骨灰的寄存服務。
在香港現存的義莊中，惟有東華義莊仍持續運作，突顯了華人社群堅守「原籍安葬」的傳統理念。義莊內的多種建築風格至今仍然保留如初，見證過去逾百年來華人社會在喪葬傳統及形式上的種種演變。

## 用途
於19世紀末，美國舊金山的金礦吸引大量中國華人礦工；與此同時，華人亦會擔任其他高危工作如鐵路工人。1870年，一份加州報章報導一批1200名華工的遺骸運回中國，相信他們是興建美國中部太平洋鐵路期間喪生的華工。因當時不同祖籍的華人素有原籍安葬傳統觀念，香港地理上鄰近內地，且具深水港可容納大洋船，有利義莊成為原籍安葬的中轉站、外僑身故後等候原籍安葬的臨時寄厝之地，義莊亦滿足本港居民因須擇地安葬或種種不同原因的寄厝需要。
而東華三院的總理利用其本身商人背景及偏佈亞洲、大洋洲及美洲的人際網絡，與內地及海外會館、官府及慈善團體聯繫，於東華義莊接收及保管來自海外及本地無人照顧的棺柩及骨殖，並運回內地原籍安葬。
及後香港開埠發展，廣東各縣市以至海外都有不少人來到香港打工，由於當時冷藏技術不普及，如不幸身故，屍體容易腐爛發臭，所以通常都會先行入殮再暫厝義莊，待親人來港後再安排移送回鄉下葬。
東華義莊在香港接收來自海外的棺骨後，會於報紙先刊登招領廣告、聯絡各地會館，再安排棺艇（俗稱蝦苟艇）運回內地。棺骨由海外出發，經東華義莊至回到故鄉，過程一般須6至8個月才能完成，有些棺骨，更在香港等待數十載。
東華義莊另一項為人稱頌的服務，就是施贈「金山棺」，在往返美洲的遠洋輪船上放置棺木，用以存放在船上身故的華人，並妥善安葬無人認領的棺骨。

## 建築物群
東華義莊依山而建，建築物及構築物建於三個不同高度，並由多段樓梯連接。義莊內擁有兩間大堂、91間大小莊房、兩處靈灰龕、石牌坊、涼亭及花園。
「天」、「地」、「平」、「安」、「大」、「吉」等字莊房建於中部地勢。新大堂及「壽」、「康」、「寧」、「日」等字莊房，以及該處東南一角的庭院，則位於地勢最低的位置。
「壽」、「康」、「寧」等字莊房約於一世紀前建成，相信是建築群中較早期的一組建築。「壽」字房前方的遊廊建有瓦楞鐵皮屋頂，由鐵製支柱及托架支撐。「康」字房前方的遊廊建有瓦楞鐵皮屋頂，以托架支撐。「寧」字房的遊廊則蓋有瓦片鋪砌的簷篷，以方柱及木托架支撐。「寧」、「康」字房已部分改作骨灰龕。

## 歷史
位於大口環道的東華義莊建於1899年，前身相信是位於堅尼地城牛房附近的義莊，當時稱為「牛房義莊」。由上環文武廟於1875年出資興建，後來交由東華醫院管理。 根據《東華醫院1873年徵信錄》所載，1873年時東華醫院已設有義莊，主要為先人等待安排運返原籍安葬或本地居民覓地安葬先人期間提供棺骨暫存服務，惟當時義莊的位置和規模暫未可考。
1899年，鑑於牛房義莊地方狹小且設備簡陋及配合市區發展需要，東華醫院遂向政府申請並獲批於香港島西區沙灣（大口環）內地段1572號依山地段另建義莊，並正式命名為「東華義莊」。
東華義莊啟用後，其建築結構簡陋，每逢颱風或暴雨後經常出現損毀，有些建築物甚至曾被吹倒。1913年，因應社會對棺柩骨殖暫存和原藉安葬服務的需求日增，東華醫院董事局展開義莊首次擴建工程，政府批出義莊原址鄰近一幅土地擴建義莊，搭建棚屋以儲存棺骨。新建義莊其後命名為「東莊」，內有24間莊房，於一九一八年動工興建，隨著海外華人寄存棺骨的需求不斷上升，義莊多次進行大小增建工程，擴建工程亦包括建造碼頭，以便運送棺柩。
1924年，東華醫院再度擴建義莊，新擴建部分有 46間莊房，命名為「南莊」。同年，舊大堂和新大堂亦加設工字鋼筋以作鞏固。
1925年，省港大罷工爆發，令香港及前往中國內地的運輸受阻，東華義莊無法將棺骨運回內地, 義莊因而積存大量棺柩及骨殖。
1926年，政府再向東華義莊批出位於鋼綫灣內地段1572號，佔地56390平方呎的土地。一座樓高三層，以混凝土興建的建築物於一九二七年建成，其後於一九二八年命名為「丙寅莊」。同年，客廳及其廚房被大火嚴重焚毀。東華醫院時任主席鄧肇堅爵士遂提出一系列改善措施，以防日後再有火警發生。一九三零年代，東華義莊遭受白蟻侵蝕，面向域多利道的牌樓、碼頭及部分莊房的屋頂亦被颱風吹毀。部分維修工程直至一九四零年代才展開。
於二戰日軍佔領香港前及在日佔期間(1941年至1945年)，東華義莊的中國原籍安葬服務暫停。重光後，義莊因失修殘破，新一輪的維修工程隨即進行，當中包括在丙寅莊平屋頂髹上「東華義莊」四字。
1950年代韓戰期間，美國及聯合國對中國內地實施禁運。由於香港是英國殖民地，所有從香港到中國內地的交通停頓，大規模的原籍安葬服務遂告一段落。為處理積存的棺柩及骨殖，東華義莊加裝了多個金屬架。
至1960年代初是該東華義莊的全盛期，義莊積存的棺骨已接近萬副(靈柩670具，骨殖逾8000副)。為配合整體服務發展並讓先人早日入土為安，東華三院多次透過報章呼籲市民領回先人棺骨。最終，對於無人認領的棺骨，皆安葬於沙頭角邊境的沙嶺公墓。
1960年代初期，東華義莊進行了多項改善工程，以配合服務的轉型。為騰出地方興建新的護養院，「丙寅莊」於1961年拆卸，先前存放該處的棺骨則移至同年興建，位於義莊西北隅的「日月莊」存放 (「日月莊」在2004年拆卸)。自1970年代起，在港府大力推行火葬。隨着喪葬習俗及形式的轉變, 寄厝的棺木及骨殖陸續減少，東華義莊於1974年將部分義莊花園範圍改建為靈灰安置場，提供900多個龕位。1982年，再增設逾5700個龕位。「康」字及「寧」字莊房亦局部改裝成骨灰龕位。
2006年初，義莊共有靈柩71件，骨殖115件及骨灰21件，義莊每月租金50至400元不等。
義莊最近一次大規模的修復工程於2004年完成，旨在回復義莊的傳統建築面貌，同時提升建築群的安全水平，以符合現代的安全標準。
2009年，為了進一步協助市民解決暫存先人骨灰的問題，在不改動建築物結構和外觀下，東華義莊改裝12個莊房提供1560個租賃式靈灰位。

## 寄厝名人
曾寄厝的人包括前北京大學校長蔡元培、廣東軍閥陳炯明、香港富豪李兆基之父李介甫及富商林百欣、經營廖創興銀行家廖寶珊、周生生珠寶金行創辦人周君任、香港與澳門賭王何鴻燊等。而東華醫院創院總理之一鄧鑑之在任期間致力發展義莊，鄧鑑之夫人於一九○六年逝世後遺體存放壽字房七號，而鄧鑑之於一九一五年去世後與夫人遺體同處一室，是義莊內寄厝時間最長的先人，入莊期已達100年之久。

## 文物價值
東華義莊在大口環屹立超過一個世紀，現時設有兩個大堂、72間莊房、牌坊、涼亭及花園等，分別建於不同時期。雖然義莊是為慈善用途而建，設計大致上以經濟實用為原則，但也可從部分建築物中找到裝飾元素。此外，由於義莊內的建築物於不同時期興建和修繕，故反映出不同的建築風格，包括中國傳統民間建築、現代西式建築元素，以及糅合兩者的混合建築等。
2003年，東華為義莊進行全面修復工程，使不同比例與時期建成的建築群得以保存原貌。是次修復工程於2004年獲得香港文物獎「文物保存及修復獎」榮譽大獎、及聯合國教育、科學及文化組織的2005年度「亞太區文物古蹟保護獎」優越大獎。東華義莊於2020年列為香港法定古蹟。

## 流行文化
東華義莊為2024年香港電影《破·地獄》其中一個主要取景地點。為宣傳該電影，東華三院特於2024年12月15日舉辦「《破·地獄》場景遊 - 東華義莊的歷史印記」導賞團活動。根據該片導演陳茂賢指出，《東風破》方為首部於東華義莊取景的電影，而《破·地獄》則為第二部。
22°16′18″N 114°7′29″E / 22.27167°N 114.12472°E

## 外部連結
- 東華義莊 （页面存档备份，存于）